# Gunter Schlierkamp
Gunter Schlierkamp (Olfen, 2 febbraio 1970) è un culturista tedesco.

## Biografia
Nato a Olfen in Germania si sposò nel 1996 con Carmen Jourst e si trasferì negli Stati Uniti. 
Nel 2005 si classificò al quarto posto nella gara internazionale di Body Building Mister Olympia mentre nel 2006 arrivò decimo.